# Маховская, Ольга Ивановна
Ольга Ивановна Маховская (род. 25 апреля 1963, Кремгэс, Кировоградская область) — российский психолог и публицист, кандидат психологических наук, старший научный сотрудник Института психологии РАН. Специализация — детская психология, кросс-культурная психология, социология и психология современного российского детства, психология семьи.

## Биография
Мать — Маховская Антонина Федоровна (1940—2004), учитель физики и математики в школе-интернате.
Отец — Маховский Иван Петрович (1940), морской офицер, инженер.
Окончила с отличием отделение психологии Харьковского университета им. В. Н. Каразина. С 1985 года работает психологом. В 1993 году окончила аспирантуру Института психологии РАН. В 1998 году получила стипендию им. Дидро от Французского научного фонда «Maison des Sciences de L’Homme».
Сын — Марченко Федор (1986), кандидат психологических наук, научный сотрудник Института образования ВШЭ, стипендиат программы научных обменов им. Фулбрайта (США).

## Деятельность
С 1993 по 1998 год — координатор региональных программ российского подразделения «Евроталант» под эгидой Совета Европы.
В 2000 году выходит первая научно-популярная книга «Соблазн эмиграции, или Женщинам, отлетающим в Париж». В 2005 году серия публикаций по теме книги была отмечена специальным призом Британского совета.
С 2001 по 2003 год провела научную экспедицию в США (г. Сиэтл) в рамках программы научных обменов им. Фулбрайта (Fullbright Program), США.
С 2005 по 2007 год — директор по содержанию образовательного телевизионного проекта «Улица Сезам в России», автор игровых, анимационных и документальных сюжетов для дошкольников.
С 2008 по 2013 годы — автор и ведущая телепрограммы «Инструкция по выживанию для родителей» («Здоровое ТВ», СТРИМ), консультант канала «Теленяня» (Первый канал), сериалов «Понять. Простить» (Первый канал), «Ранетки» (СТС), «Папины дочки» (СТС).
С 2012 по 2015 год — доцент ВГИКа, преподавала психологию творчества для будущих сценаристов и режиссёров.
Сегодня Ольга Маховская ведет мастер-классы в тренинг-центрах «Сити-класс», «Cinemotionlab», «Открытый лекторий», а также является членом международной ассоциации по кросс-культурной психологии (ICCPA) и Ассоциации по качественным исследованиям (AQR).

## Публикации
Монографии:
- Дети и телевидение: история психологических исследований и экспертизы телепрограмм для детей, Маховская О. И., Марченко Ф. О. — М.: Инфра-М, 2015
- Коммуникативный опыт личности, Маховская О. И. — М.: Институт психологии РАН, 2010
- Изменение опыта личности: сценарии и идентичность, Маховская О. И. — М: Спутник +, 2009

Статьи:
- Маховская О. И. Пути социализации российских детей в США/ Культурно-историческая психология, 2010.
- Маховская О. И. Российские ученые и Интернет: Flash Back and Look Forward, Pro&Contra, 2000,

## Выступления на радио и телевидении
- Ольга Маховская: Литература для родителей. Эфир программы «Книги с Олегом Ждановым» на Радио «Комсомольская правда»[1], 2016,
- «Большой ежедневник— Ольга Маховская», Радио «Серебряный Дождь»[2], 2015
- «Психолог Ольга Маховская рассказала о жестокости среди подростков», «Москва 24»,[3],2013
- Ольга Маховская, «О ценности жизни: Как сохранить психологическую устойчивость в трудные времена», программа «Персона грата» с Виталием Ушкановым, «Радио России»[4], 2016
- «Очень русские дети», Андрей Шарый[5], 2011,

## Интервью с О. И. Маховской
- Мелани Бачина, Мамы так легко выбрасывают детей в окна, Томск-2[6], 2016
- Ольга Маховская, Современное детство: взгляд психолога. Мы и мир[7], 2015,
- Татьяна Хрулева, Наши дети растут с комплексом сироты, Росбалт[8], 2014,
- Татьяна Владыкина, Думай как ребенок, Российская газета[9], 2012,
- Елена Яковлева, Запасная женщина, Российская газета[10], 2010,